# Rotwild (Album)
Rotwild ist das dritte Album der Münchener Rapperin Fiva und das erste ohne ihren Partner DJ Radrum. Die Produktion übernahm Flip (bürgerlich Philipp Kroll), der Mitglied der österreichischen Hip-Hop-Gruppe Texta ist.

## Entstehung
Nachdem Fiva zusammen mit ihrem Partner DJ Radrum zwei Alben aufgenommen hatte, wollte dieser sich seinem Mediendesign-Studium in Salzburg widmen mit dem Ziel, dieses mit einem Diplom abzuschließen. So kamen beide überein, dass sie während dieser Zeit ein Album mit einem anderen Produzenten aufnehmen solle.
Auf Flip kam sie, da sie an den Beats des Albums Paroli seiner Band Texta Gefallen gefunden hatte. Als sie ihn bei dem Radiosender FM4 traf, fragte sie ihn, ob er Lust habe ihr Album zu produzieren, woraufhin sie von ihm drei Wochen später postalisch 20 Beats erhielt.
Auf den Namen des Albums kam sie dadurch, dass sie sich laut eigener Aussage innerhalb der Szene oftmals wie ein Reh fühle, woraufhin sie sich dachte, wenigstens ein „Rotwild“ zu sein. Da sie diese Bezeichnung gut fand, wählte sie sie für das Album aus.

## Cover
Auf dem Cover sieht man auf hellgrauem Hintergrund einen Stapel zerknüllter Fotos. Auf dem vordersten ist vor einer grauen Betonwand der Oberkörper der Künstlerin zu sehen, sie schaut nachdenklich nach unten und sie trägt eine rote Jacke, deren Kapuze über ihren Kopf gestülpt ist. Im Vordergrund stehen groß und untereinander in goldener, „achterbahnartiger“ Schrift die Worte „Fiva“ und „Rotwild“.
Im Booklet sind weitere Fotostapel enthalten, bei denen weitere Bilder von Fiva im selben Outfit zu sehen sind, auf einem ist sie mit Produzent Flip und DJ Phekt abgebildet. Für die Gestaltung war Matthias Friederich zuständig, die Photographie übernahm Andreas Waldschütz.

## Titelliste
1. Sowieso Ich
2. Profi
3. Hauptstadtfieber
4. Goldfisch
5. Lila
6. Kleinkunst
7. Klar kommen & Dreckig gehen
8. Über: Müde
9. Immer noch
10. Ab und zu (feat. Flip)
11. Will wollen
12. Süd sehen
13. Es geht uns gut
14. Profi (pH7 RMX)
15. Lila (Algorhythmiker RMX)
16. Immer noch (Mr. Low RMX)

Die CD umfasst nur die Titel 1 bis 13

## Stil
Mit Ausnahme von Flip, der auf „Ab und zu“ mitrappt, kommt das Album ohne Gastbeiträge aus. Stilistisch ist das Album dem Conscious Rap zuzuordnen. In „Sowieso ich“ grenzt Fiva sich auf ironische Weise von bestimmten gesellschaftlichen Gruppen ab. „Süd sehen“ handelt von Sehnsucht. „Hauptstadtfieber“ setzt sich mit ihrer Heimatstadt München auseinander. Bei „Goldfisch“ geht es um ihre Stellung innerhalb der Hip-Hop-Szene.

## Rezeption
Auf laut.de wird das Album durchschnittlich bewertet. Während einerseits Fivas Talent als Rapperin anerkannt wird („Fiva [beweist], dass sie weder das Dichten noch das Rappen verlernt hat. Lyrisch steht "Rotwild" seinen Vorgängern in nichts nach.“), wirke sich die Abwesenheit von Radrum negativ aus. So heißt es im Fazit, dass die CD „leider stellenweise einfach durchs Trommelfell plätschert und keine bleibenden Eindrücke hinterlässt“.
Eine positive Kritik kam hingegen von Intro: „Fiva flowt mit warmer Stimme, im Hintergrund laufen echt wunderbare soulige Bläsersamples ("Hauptstadtfieber", "Kleinkunst", "Süd sehen"), und die Texte machen einiges her. Keine dicke Hose, kein Unterschichtenterror, dafür smooth elaborierte Ansagen.“
In Rapspot erhielt das Album vier von fünf Punkten. Gelobt wird, dass Fiva einen gewissen Anspruch verfolge. So überzeuge die Künstlerin vor allem textlich: „Überhaupt hört man gerne zu, wenn Fiva aus dem Leben erzählt, weil es so nachvollziehbar ist, weil ihr eben jegliche Selbstbeweihräucherung abgeht und sie sich trotz aller Abgeklärtheit einen naiven Blick auf die Welt und die Musik bewahrt hat.“